# آلبر دلبک
آلبر دلبک (فرانسوی: Albert Delbecque‎) بازیکن فوتبال اهل بلژیک بود.
وی به‌همراه تیم ملی فوتبال بلژیک به مقام سوم بازی‌های المپیک تابستانی ۱۹۰۰ رسیده‌است.